# 무사시세키역
무사시세키역(일본어: 武蔵関駅)은 일본 도쿄도 네리마구에 있는 철도역이다.
도쿄도 23개구 안에 있는 역 중에서 가장 서쪽에 위치한다.

## 타는 곳
| ↑ 가미샤쿠지이 |
| 2 \| 1         |
| 히가시후시미 ↓ |

| 1 | ■ 신주쿠 선 | 다나시・도코로자와・혼카와고에・하이지마 선 하이지마 방면 |
| 2 | ■ 신주쿠 선 | 사기노미야・다카다노바바・세이부 신주쿠 역 방면           |

## 출구 정보
- 북쪽 출입구(北口)
  - 조치 대학 이시카미이 캠퍼스(신학부)
- 남쪽 출입구(南口)
  - 무사시세키 공원
  - 오메 가도

## 역사
- 1927년 4월 16일: 영업 개시.

## 사진

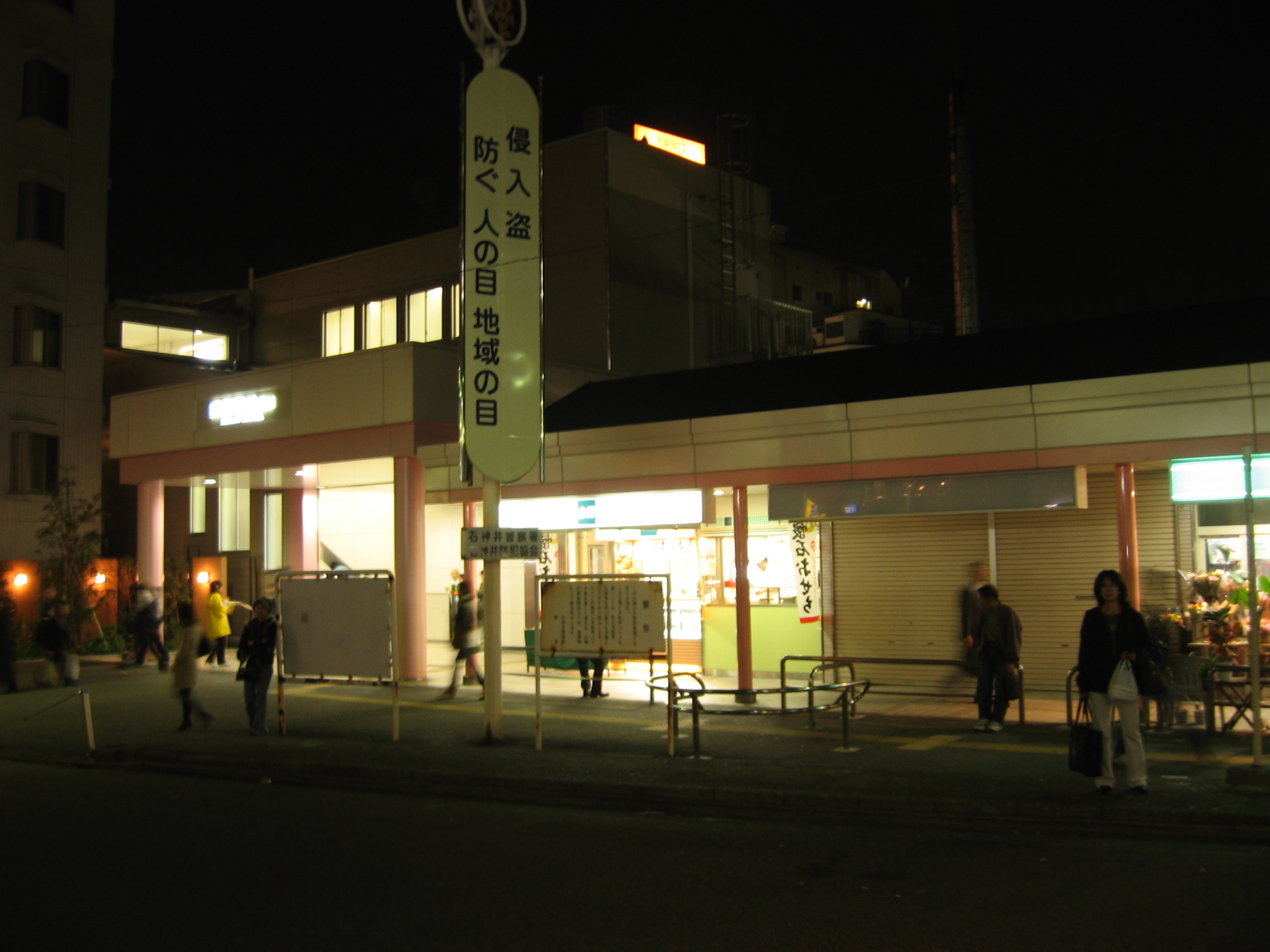
남쪽 출입구(밤) 모습

## 인접역
| 세이부 철도■신주쿠선            | 세이부 철도■신주쿠선 | 세이부 철도■신주쿠선                   |
| ------------------------------- | -------------------- | -------------------------------------- |
| 가미샤쿠지이 세이부 신주쿠 방면 | ■준급, ■보통         | 히가시후시미 혼카와고에, 하이지마 방면 |